# Крестьянка
Крестья́нка (рос. Крестьянка) — село у складі Мамонтовського району Алтайського краю, Росія. Адміністративний центр та єдиний населений пункт Крестьянської сільської ради.

## Населення
Населення — 1260 осіб (2010; 1429 у 2002).
Національний склад (станом на 2002 рік):
- росіяни — 89 %